# Верховцева, Надежда Владимировна
Надежда Владимировна Верховцева (род. 21 декабря 1948) — советский и российский учёный почвовед-агрохимик, ведущий специалист в области водной микробиологии и экологии микроорганизмов, доктор биологических наук, профессор. Действительный член Общества почвоведов имени В. В. Докучаева (2004). 

## Биография
Родилась 21 декабря 1948 года в Коврове.
С 1967 по 1972 год обучалась на биолого-почвенном факультете Московского государственного университета. С 1973 по 1976 год обучалась в очной аспирантуре этого факультета под руководством академика Н. С. Авдонина. С 1988 по 1991 год обучалась на очной докторантуре по кафедре микробиологии биологического факультета МГУ под руководством академика Е. Н. Кондратьевой.
С 1977 по 1999 год на научно-педагогической работе в Ярославском государственном университете в качестве ассистента, доцента и профессора, с 1987 по 1989 год — декан биологического факультета, с 1991 по 1999 год — заведующий кафедрой ботаники и микробиологии этого университета. В Ярославском государственном университете читала спецкурсы «Экология микроорганизмов», «Основы научной работы» и «Водная микробиология», а так же курс лекций по вопросам «Микробиология и вирусология».
С 1999 года на научно-педагогической работе на факультете почвоведения МГУ в качестве ведущего научного сотрудника, с 2006 года профессора кафедры агрохимии и биохимии растений, читала спецкурс «Микробоценозы в почвах агроэкосистем», а так же курсы лекций по темам «Физиолого-биохимические основы питания растений», «Экологическая эпидемиология», «Агрохимия и микробоценозы в почве агросистем» и «Микробоценозы в почвах агроэкосистем». Являлась членом Диссертационного совета МГУ. Одновременно с 2008 года по инициативе академика В. Г. Минеева была назначена ответственным редактором научно-теоретического журнала «Проблемы агрохимии и экологии».

### Научно-педагогическая деятельность и вклад в науку
Основная научно-педагогическая деятельность Н. В. Верховцевой была связана с вопросами в области почвоведения и экологической микробиологии. Н. В. Верховцева занималась исследованиями в области микробоценозы подземного микромира, структурно-функционального состояния микробоценозов в подземной биосфере и почвах агроэкосистем в условиях применения органических и минеральных удобрений, в том числе нетрадиционных и традиционных. Ею были разработаны фундаментальные аспекты в области физиологии трансформации биогенеза магнитоупорядоченных соединений и соединений железа гетеротрофных бактерий в природе. С 2004 года была избрана действительным членом Общества почвоведов имени В. В. Докучаева.
В 1976 году защитила диссертацию на соискание учёной степени кандидат биологических наук по теме: «Влияние уровня плодородия дерново-подзолистой почвы на урожай и качество овса», в 1993 году защитила диссертацию на соискание учёной степени доктор биологических наук по теме: «Трансформация Fe(III)-соединений гетеротрофными бактериями». В 1994 году ей было присвоено учёное звание профессор. Н. В. Верховцевой было написано более двухсот научных трудов, в том числе десяти монографий, а так же научных статей и публикаций опубликованных в ведущих научных журналах, в том числе в журнале РАН — «Почвоведение». Индекс Хирша — 41. Число публикаций на eLibrary.Ru — 129 (число цитирований — 853). Число публикаций в РИНЦ —	125 (число цитирований — 819). Число статей в зарубежных журналах — 11 (число цитирований — 139). Число статей в российских журналах — 86 (число цитирований — 375). Число статей в российских журналах из перечня ВАК	— 81 (число цитирований — 307).

## Основные труды
- Влияние уровня плодородия дерново-подзолистой почвы и минеральных удобрений на урожай и качество овса. - Москва, 1975. — 144 с.
- Водная микробиология : Учеб. пособие / Н. В. Верховцева, Е. П. Никифорова. - Ярославль : ЯрГУ, 1984. — 68 с.
- Сборник вопросов для контроля знаний по микробиологии / И. К. Щеглова, Н. В. Верховцева. - Владивосток : Изд-во Дальневост. ун-та, 1989. — 119 с. — ISBN 5-7444-0090-7
- Трансформация соединений железа гетеротрофными бактериями. - Москва, 1993. — 322 с.
- Экологическая физиология микроорганизмов : Учеб. пособие / Н.Ю. Филина, Н.В. Верховцева; М-во образования Рос. Федерации. Яросл. гос. ун-т им. П.Г. Демидова. - Ярославль : Яросл. гос. ун-т, 2001. — ISBN 5-8397-0141-6
- Санитарная микробиология в экологическом контроле: методические указания к лабораторным занятиям для студентов университетов / Н. В. Верховцева, О. М. Селиверстова ; Московский гос. ун-т им. М. В. Ломоносова. - Москва : МАКС Пресс, 2010. — 25 с. — ISBN 978-5-317-03331-6
- Агрохимия и сообщества ризосферных микроорганизмов агроценозов / Н. В. Верховцева, Е. Б. Пашкевич, А. А. Романычева ; Московский государственный университет им. М. В. Ломоносова. - Москва : МАКС Пресс, 2016. — 32 с. — ISBN 978-5-317-05440-3
- Агрохимия и комплекс микроорганизмов в почве агроценоза / Н. В. Верховцева, Е. Б. Пашкевич, Е. Н. Кубарев, А. А. Романычева ; Московский государственный университет имени М. В. Ломоносова. - Москва : МАКС Пресс, 2017. — 63 с. — ISBN 978-5-317-05714-5[6]

## Награды
- В юблилейной статье отмечено, что в 2016 году Н.В. Верховцевой вручена премия МГУ имени Ломоносова «За достижения в преподавании и научно-методической работе» (2016)[1], что не подтверждается по приведенным  данным сайта МГУ[7][8][9].